# RIGS: Mechanized Combat League
RIGS: Mechanized Combat League est un jeu vidéo de sport et de tir à la première personne en réalité virtuelle développé par Guerrilla Cambridge et édité par Sony Interactive Entertainment, sorti en 2016 sur PlayStation 4. Il est utilisable avec le PlayStation VR.

## Accueil
- Jeuxvideo.com : 16/20[1]